# (9429) Poreč
9429 Porec (1996 EW1) – planetoida z pasa głównego asteroid okrążająca Słońce w ciągu 5,26 lat w średniej odległości 3,02 j.a. Odkryta 14 marca 1996 roku.